# Ormenophlebia regina
Ormenophlebia regina – gatunek ważki z rodziny świteziankowatych (Calopterygidae).